# Традипітант
Традипітант (англ. Tradipitant), робочі назви VLY-686 та LY686017 — експериментальний препарат, який є антагоністом рецепторів нейрокініну NK1. За механізмом дії традипітант є інгібітором малої сигнальної молекули субстанції P. Оригінальний препарат під назвою LY686017 запатентований компанією «Eli Lilly and Company». Права на традипітант під назвою «VLY-686» викуплені компанією «Eli Lilly» в компанії «Vanda Pharmaceuticals» у 2012 році. «Vanda Pharmaceuticals» є американською фармацевтичною компанією, яка станом на листопад 2015 року мала лише 3 препарати у своєму асортименті: тасимелтеон, VLY-686 та ілоперидон.

## Покази до застосування

### Свербіж
Компанія «Vanda Pharmaceuticals» проводить клінічне дослідження ефективності традипітанта при хронічного свербіння при атопічному дерматиті. У березні 2015 року компанія повідомила про позитивні результати II фази клінічних досліджень препарату, та підтвердження концепції дослідження. Підтвердження концепції дослідження проводиться на ранніх стадіях клінічних досліджень після того, як було зареєстровано обнадійливі результати доклінічних досліджень. Підтвердження концепції дослідження надає попередні докази того, що препарат активний при застосуванні в людей, та має певну ефективність.

### Алкоголізм
Препарат VLY-686 зменшував тягу до алкоголю у хворих на алкоголізм, які нещодавно пройшли детоксикацію, згідно з проведеним серед них опитуванням щодо тяги до алкоголю. У плацебо-контрольованому клінічному дослідженні хворих з алкоголізмом, які нещодавно пройшли детоксикацію, за спеціальним опитуванням VLY-686 значно знижував тягу до алкоголю. Застосування препарату у дозі 50 мг на добу також зменшило підвищення кортизолу після стрес-тесту в порівнянні з плацебо.

### Соціофобія
У 12-тижневому рандомізованому дослідженні препарату LY68017 у 189 хворих соціофобією 50 мг LY68017 не забезпечили жодного статистично значущого покращення порівняно з плацебо.

### Парез шлунку
Традипітант пройшов фазу II клінічних досліджень з оцінкою його ефективності в лікуванні парезу шлунку, результати яких були оголошені 3 грудня 2018 року. У дослідженні, проведеному протягом 4 тижнів за участі 141 хворого, застосування традипітанта досягло своєї первинної кінцевої точки: зниження частоти нудоти, зафіксоване в щоденних нотатках хворих. у дослідженні також показано статистично значуще збільшення кількості днів без нудоти та інших ключових ознак парезу шлунку.